# Neoregelia leprosa
Neoregelia leprosa är en gräsväxtart som beskrevs av Lyman Bradford Smith. Neoregelia leprosa ingår i släktet Neoregelia och familjen Bromeliaceae. Inga underarter finns listade i Catalogue of Life.